# Megaselia stricta
Megaselia stricta är en tvåvingeart som beskrevs av Borgmeier 1962. Megaselia stricta ingår i släktet Megaselia och familjen puckelflugor. Inga underarter finns listade i Catalogue of Life.